# La Valse des médias
 (juillet 2025).
Pour plus de détails, voir Fiche technique et Distribution.
La Valse des médias est un documentaire français réalisé par Luc Moullet, sorti en 1987.
Dans ce film commandé par la BPI du Centre national d'art et de culture Georges-Pompidou Luc Moullet décrit au travers de situations qui oscillent entre le sérieux décalé et le burlesque la modernisation des bibliothèques, la généralisation des médiathèques et les différentes innovations techniques qui l'accompagnent.

## Fiche technique
- Titre : La Valse des médias
- Réalisation : Luc Moullet
- Scénario : Luc Moullet
- Production : Les Films d'ici et BPI Centre Georges-Pompidou
- Photographie : Richard Copans et Jean-Michel Humeau
- Montage : Françoise Thévenot
- Pays de production :  France
- Format : Couleurs - 1,33:1 - Mono - 16 mm
- Genre : documentaire
- Durée : 27 minutes
- Dates de sortie : 
  - France : 29 juin 1987

## Distribution
- Luc Moullet
- Jean Abeillé
- Claude Melki
- Claude Buchvald
- Olivier Maltinti
- Michèle Brujaille